# Draba lactea
Draba lactea là một loài thực vật có hoa trong họ Cải. Loài này được Adams mô tả khoa học đầu tiên năm 1817.